# Baeodromus tranzschelii
Baeodromus tranzschelii är en svampart som beskrevs av Azbukina 1970. Baeodromus tranzschelii ingår i släktet Baeodromus och familjen Pucciniosiraceae.   Inga underarter finns listade i Catalogue of Life.